# Alice Springs
Alice Springs (del inglés Manantiales de Alicia) es la tercera ciudad más grande en el Territorio del Norte, Australia. Está situada en el centro geográfico de Australia, cerca de la frontera sur del Territorio del Norte, en medio del desierto australiano. Tiene una población de 28 605 habitantes, que representa el 12,2 por ciento de la población del territorio. La población vive del turismo gracias a la proximidad de la montaña Uluru, también llamada Ayers Rock, y por su ubicación justo en el centro de la carretera Stuart, la cual cruza el país de norte a sur, y que es una de las carreteras más transitadas de todo el país. Es conocida popularmente como The Alice, o simplemente Alice. El sitio es conocido como Mparntwe por sus habitantes originales, los Arrente, que han vivido en el desierto central de Australia, en los alrededores de lo que hoy es Alice Springs, desde hace miles de años.
La ciudad es atravesada por el río Todd en el lado norte de la cordillera MacDonnell. La región circundante es conocida como Australia Central, un ambiente árido que consiste en varios desiertos diferentes. Las temperaturas en Alice Springs pueden experimentar unas variaciones drásticas, con una temperatura media máxima de 35,6 °C en verano y una temperatura media mínima en invierno de 5,1 °C.

## Historia

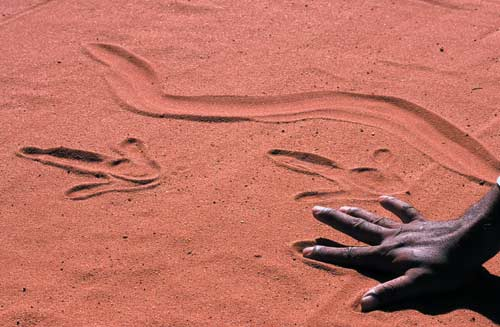
Desert Park.

El nombre que recibe por parte de los aborígenes Arrente es el de Mparntwe. Según las historias de los nativos que poblaron la región hace milenios, el paisaje está formado por orugas, dingos, walarúes y otras criaturas ancestrales que merodean por la zona donde se sitúa la ciudad, donde hay numerosos lugares importantes para los nativos, como Anthwerrke (Emily Gap), Akeyulerre (Billy Goat Hill), Ntaripe (Heavitree Gap), Atnelkentyarliweke (Anzac Hill) y Alhekulyele (Monte Gillen).

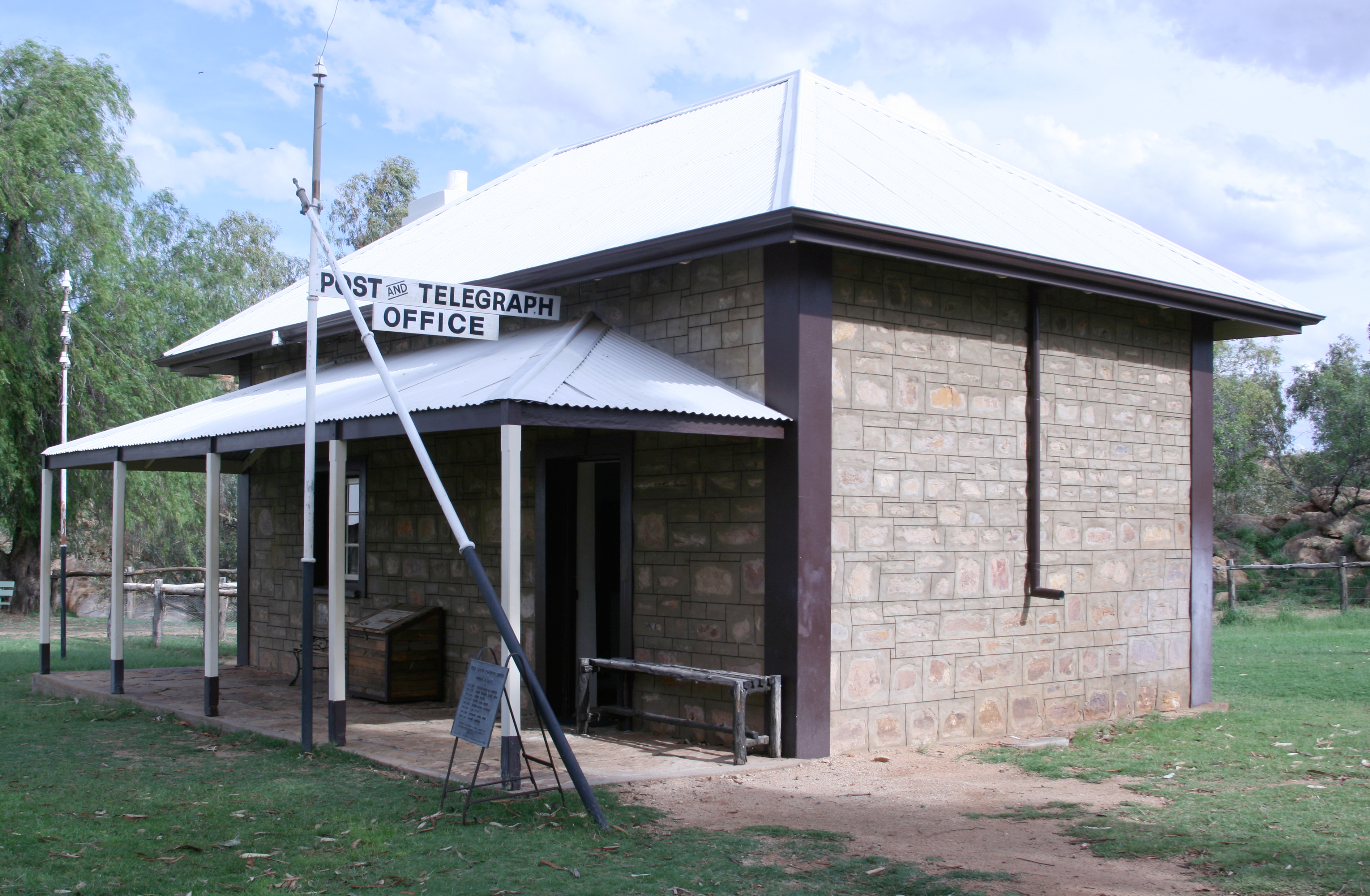
La estación de telégrafos de Stuart, que originó la ciudad de Alice Springs.

La ciudad era un punto de paso para la línea de telégrafo entre Adelaida y Darwin, pero hasta la década de 1930 la ciudad se llamó Stuart, en honor de John McDouall Stuart, quien en 1862 encabezó una expedición al centro de Australia, donde Alice Springs está situada, para poder construir la línea de telégrafos, que se terminó en 1872. La expedición de Stuart abrió el camino al interior del continente y permitió su colonización permanente. Sin embargo, hasta el hallazgo de oro en Arltunga, a 100 km de la ciudad, no hubo ningún asentamiento de importancia.
La estación de telégrafos de Alice Springs fue situada cerca de lo que se creyó una reserva de agua permanente, en lo que era el río Todd, un río seco. La población fue llamada Alice Springs en honor a la esposa del que entonces era el administrador de correos de Australia del Sur, Sir Charles Todd. El medio de transporte que fue usado inicialmente fueron los camellos, guiados por emigrantes venidos de la frontera noroccidental de la India Británica y Pakistán, que eran llamados "camelleros afganos".
En 1929 se terminó el ferrocarril Palmerston and Pine Creek, que iba de Darwin a Birdum, mientras que el Great Northern Railway se terminó en 1991, que iba de Port Augusta a Oodnadatta. Sin embargo, hasta 2003 no se unieron ambas líneas.
Durante la década de 1960 se convirtió en una importante referencia defensiva con el desarrollo de la Pine Gap, una base de satélites bajo tierra, creada por los Estados Unidos y Australia. Sin embargo, la principal industria de la ciudad es el turismo, debido a su cercanía con el monte Uluru, uno de los principales destinos turísticos de todo el país.
Desde el siglo XXI, la ciudad tuvo influencias aborígenes y occidentales. Además de los australianos conviven inmigrantes procedentes de varios países de Europa, América y Asia.

## Geografía

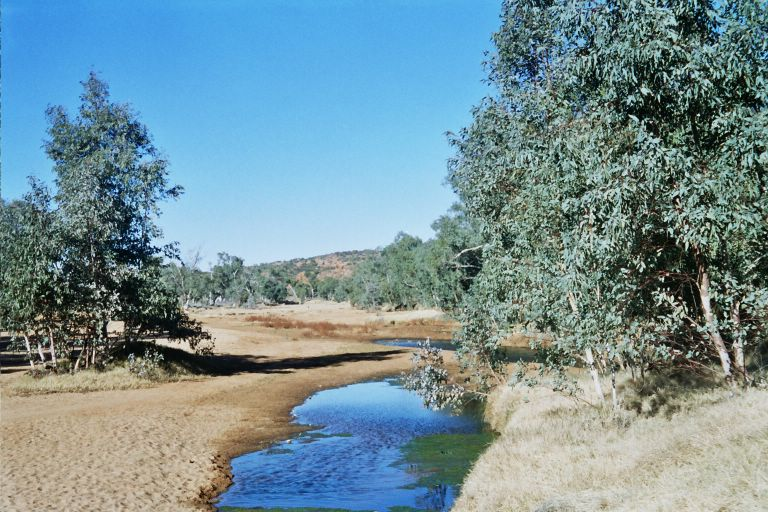
Los manantiales que dan origen al nombre de la localidad.

La ciudad está situada justo en el centro de Australia, en una zona desértica llamada Red Centre (el Centro rojo). Por la ciudad pasa el río Todd, en la zona norte de la cordillera MacDonnell, que la mayor parte del tiempo está seco.
La región alrededor de Alice Springs es parte de la zona de matorral xerófilo Central Ranges, consistente en prados cubiertos de maleza seca, e incluye la cordillera MacDonnell, que discurre de este a oeste de la ciudad y contiene una serie de rutas de senderismo y agujeros de natación como Ormiston Gorge, Ormiston Gorge Creek, Red Bank Gorge y Glen Helen Gorge. La ruta de 223 kilómetros de largo Larapinta Trail sigue la cordillera West MacDonnell y está considerada como una de las grandes experiencias de senderismo del mundo.
El desierto de Simpson, al sureste de Alice Springs, es una de las grandes áreas silvestres de Australia, y contiene dunas de arena roja gigantes y formaciones rocosas destacadas, como Chambers Pillar y Rainbow Valley.

### Clima
Según la clasificación climática de Köppen, Alice Springs tiene un clima desértico (BWh). La precipitación media anual es de 285,9 milímetros, lo que lo hace un clima semiárido, salvo que su elevada evapotranspiración, o su aridez, lo convierte en un clima desértico. La precipitación anual es errática, variando año a año en Alice Springs. En 2001 cayeron 741 milímetros y en 2002 solo 198 milímetros. La mayor precipitación en un día fue de 204,8 milímetros, registrada el 31 de marzo de 1988.
En Alice Springs la temperatura puede variar hasta en 28 °C y las precipitaciones pueden variar mucho de un año a otro. En verano la temperatura máxima promedio es de alrededor de 35 °C, mientras que en invierno la temperatura mínima promedio puede ser de 5,5 °C, con un promedio de 12,4 noches bajo cero cada año. La elevación de la ciudad está en unos 545 metros, lo que contribuye a las frías noches de invierno. La temperatura más alta registrada fue de 45,2 °C el 3 de enero de 1960, mientras que el mínimo histórico es de -7,5 °C, registrada el 17 de julio de 1976. Esta es también la temperatura más baja registrada en el Territorio del Norte.
| Parámetros climáticos promedio de Alice Springs (1941–2012) | Parámetros climáticos promedio de Alice Springs (1941–2012) | Parámetros climáticos promedio de Alice Springs (1941–2012) | Parámetros climáticos promedio de Alice Springs (1941–2012) | Parámetros climáticos promedio de Alice Springs (1941–2012) | Parámetros climáticos promedio de Alice Springs (1941–2012) | Parámetros climáticos promedio de Alice Springs (1941–2012) | Parámetros climáticos promedio de Alice Springs (1941–2012) | Parámetros climáticos promedio de Alice Springs (1941–2012) | Parámetros climáticos promedio de Alice Springs (1941–2012) | Parámetros climáticos promedio de Alice Springs (1941–2012) | Parámetros climáticos promedio de Alice Springs (1941–2012) | Parámetros climáticos promedio de Alice Springs (1941–2012) | Parámetros climáticos promedio de Alice Springs (1941–2012) |
| Mes                                                         | Ene.                                                        | Feb.                                                        | Mar.                                                        | Abr.                                                        | May.                                                        | Jun.                                                        | Jul.                                                        | Ago.                                                        | Sep.                                                        | Oct.                                                        | Nov.                                                        | Dic.                                                        | Anual                                                       |
| ----------------------------------------------------------- | ----------------------------------------------------------- | ----------------------------------------------------------- | ----------------------------------------------------------- | ----------------------------------------------------------- | ----------------------------------------------------------- | ----------------------------------------------------------- | ----------------------------------------------------------- | ----------------------------------------------------------- | ----------------------------------------------------------- | ----------------------------------------------------------- | ----------------------------------------------------------- | ----------------------------------------------------------- | ----------------------------------------------------------- |
| Temp. máx. abs. (°C)                                        | 46.7                                                        | 44.7                                                        | 45.0                                                        | 39.9                                                        | 38.3                                                        | 31.6                                                        | 31.6                                                        | 35.6                                                        | 38.8                                                        | 45.0                                                        | 45.6                                                        | 47.5                                                        | 47.5                                                        |
| Temp. máx. media (°C)                                       | 36.4                                                        | 35.1                                                        | 32.8                                                        | 28.2                                                        | 23.2                                                        | 19.9                                                        | 19.7                                                        | 23.0                                                        | 27.5                                                        | 31.1                                                        | 33.9                                                        | 35.8                                                        | 28.9                                                        |
| Temp. media (°C)                                            | 28.4                                                        | 27.6                                                        | 24.7                                                        | 19.9                                                        | 15.4                                                        | 12.3                                                        | 11.6                                                        | 14.5                                                        | 18.4                                                        | 22.8                                                        | 25.8                                                        | 27.7                                                        | 20.8                                                        |
| Temp. mín. media (°C)                                       | 21.5                                                        | 20.7                                                        | 17.5                                                        | 12.6                                                        | 8.2                                                         | 5.0                                                         | 4.0                                                         | 6.0                                                         | 10.3                                                        | 14.8                                                        | 17.8                                                        | 20.2                                                        | 13.2                                                        |
| Temp. mín. abs. (°C)                                        | 10.0                                                        | 8.5                                                         | 6.1                                                         | 1.4                                                         | -2.7                                                        | -6.0                                                        | -7.5                                                        | -4.1                                                        | -1.0                                                        | 1.3                                                         | 3.5                                                         | 9.3                                                         | -7.5                                                        |
| Lluvias (mm)                                                | 40.7                                                        | 41.4                                                        | 31.2                                                        | 16.4                                                        | 16.1                                                        | 13.5                                                        | 13.6                                                        | 9.0                                                         | 8.7                                                         | 20.1                                                        | 25.1                                                        | 36.3                                                        | 272.1                                                       |
| Días de lluvias (≥ 1 mm)                                    | 4.8                                                         | 4.6                                                         | 3.3                                                         | 2.2                                                         | 3.0                                                         | 2.8                                                         | 2.6                                                         | 2.0                                                         | 2.4                                                         | 4.4                                                         | 5.5                                                         | 6.0                                                         | 43.6                                                        |
| Horas de sol                                                | 291.4                                                       | 252                                                         | 248                                                         | 300                                                         | 316.2                                                       | 240                                                         | 337.9                                                       | 341                                                         | 294                                                         | 356.5                                                       | 375                                                         | 430.9                                                       | 3782.9                                                      |
| Humedad relativa (%)                                        | 22                                                          | 25                                                          | 24                                                          | 26                                                          | 33                                                          | 35                                                          | 32                                                          | 25                                                          | 21                                                          | 19                                                          | 19                                                          | 21                                                          | 25.2                                                        |
| Fuente: Australian Bureau of Meteorology                    |                                                             |                                                             |                                                             |                                                             |                                                             |                                                             |                                                             |                                                             |                                                             |                                                             |                                                             |                                                             |                                                             |

## Demografía
En junio de 2006, 27.481 personas vivían en Alice Springs, con un total de 39.888 habitantes en la región. En 2006, los mayores grupos ancestrales en Alice Springs eran australianos (9814 o 31,4%), ingleses (6,970 o 22,3 %), irlandeses (2.217 o el 7,1%), escoceses (1825 o 7,1%), aborígenes australianos (1790 o el 5,7%; si bien señalan que una proporción mucho mayor de los residentes de la ciudad se identifica como aborigen), alemanes (1502 o el 4,8%), e italianos (529 o 1,7%). A pesar de que el 74,7% de la población de Alice Springs nació en Australia, los lugares más comunes de nacimiento de los inmigrantes en el censo de 2006 fueron el Reino Unido (3,4%), Estados Unidos (3%), Nueva Zelanda (1,9%) y Filipinas (0,8%). Como sucede en el resto del territorio, la ciudad tiene una tasa de natalidad bastante alta y es una de las ciudades con mayor aumento poblacional de todo el país.
Las lenguas no inglesas más comunes que se hablan en Alice Springs son: Arrente, Warlpiri, Luritja, Pitjantjatjara e italiano.

### Población aborigen
Según el censo de 2006, los australianos aborígenes representaban aproximadamente el 18,8% de la población de Alice Springs y el 27,8% del Territorio del Norte, aunque la cifra del censo de Alice Springs es probable que sea una subestimación. Como Alice Springs es el eje regional de Australia central, atrae a aborígenes de todas partes de la región y más allá. Muchos pueblos aborígenes visitan regularmente la ciudad para utilizar los servicios. Los residentes aborígenes viven en los suburbios, o más lejos en Amoonguna al sur y en las pequeñas comunidades familiares subcentrales en tierras aborígenes ubicadas en los alrededores.

### Poblaciones extranjeras e itinerantes

#### Población estadounidense

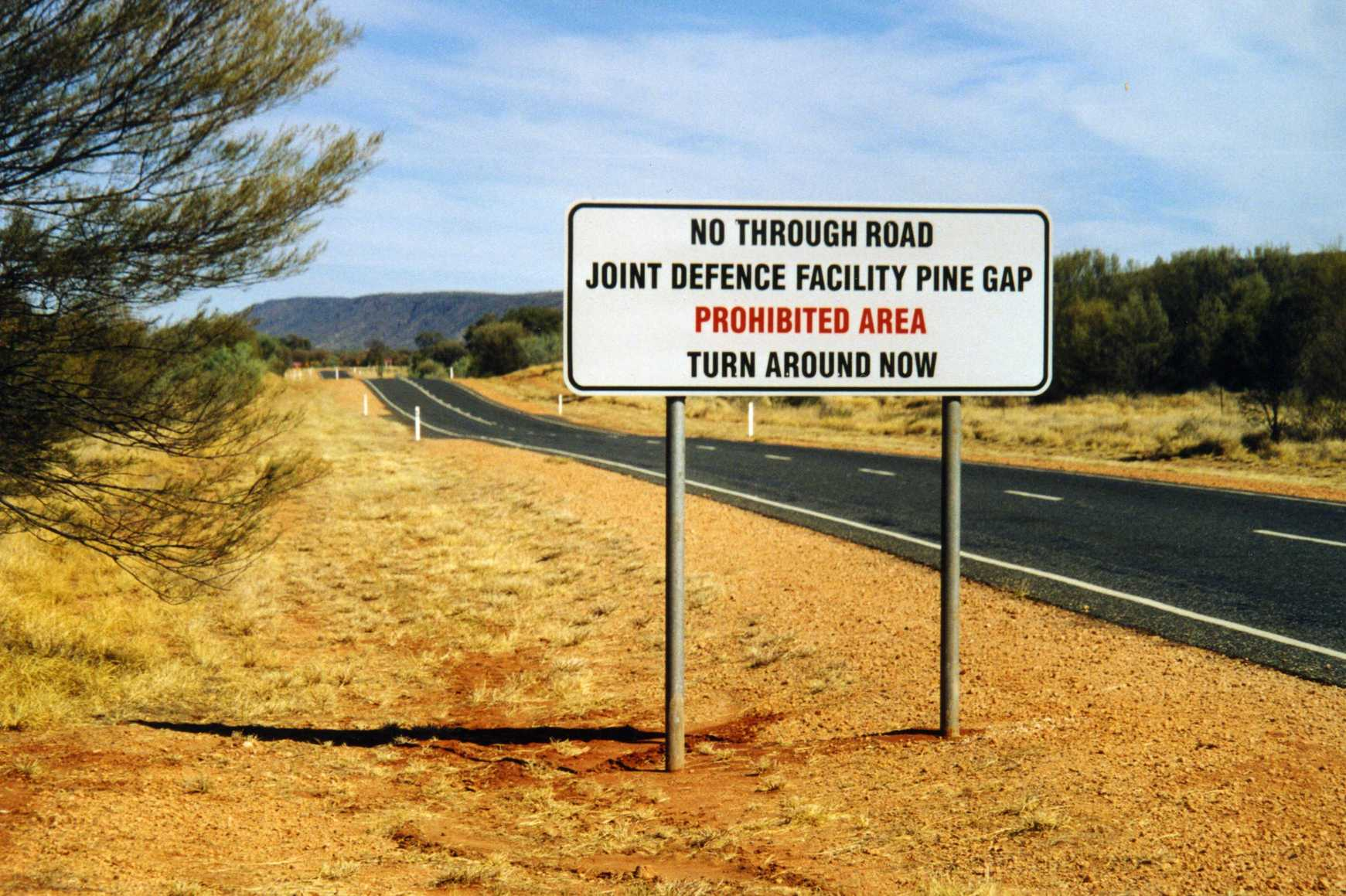
Letrero del Área Prohibida en el camino a Pine Gap.

Los ciudadanos de Estados Unidos han vivido en Alice Springs continuamente desde el establecimiento del Destacamento 421 de la Fuerza Aérea de los Estados Unidos, en 1954. Actualmente se encuentra en Schwarz Crescent, que es parte de un proyecto conjunto de Estados Unidos y Australia llamado Estación de Investigación Geológica y Geográfica Conjunta. La unidad es conocida localmente como "Det 421" o "El Det" y ha patrocinado un máximo de 25 familias estadounidenses a vivir como residentes temporales del distrito de Alice Springs. Con motivo de la amistad de larga data con la comunidad, el 1 de julio de 1995, el Ayuntamiento de Alice Springs concedió al Destacamento 421 la libertad de entrada a Alice Springs. Desde principios de la década de 1970, la mayoría de la población estadounidense en Alice Springs se ha asociado con la proximidad a Pine Gap, una estación conjunta de seguimiento de satélites de Australia y Estados Unidos, que se encuentra 19 kilómetros (12 millas) al suroeste de Alice Springs, que emplea a cerca de 700 estadounidenses y australianos.
En la actualidad, 2000 vecinos del distrito de Alice Springs tienen la ciudadanía estadounidense. Muchos de estos estadounidenses, junto con algunos australianos, celebran grandes festivales públicos de Estados Unidos, incluyendo el Día de la Independencia y Acción de Gracias. Los estadounidenses en Alice Springs también son conocidos por participar en una variedad de asociaciones y equipos deportivos, como por ejemplo béisbol, baloncesto y fútbol.

#### Otras culturas
Varias pequeñas comunidades de inmigrantes de otras culturas extranjeras han encontrado un hogar en Alice Springs, incluyendo vietnamitas, chinos, tailandeses y grupos étnicos indígenas. El impacto más evidente de su presencia en un pequeño y aislado pueblo ha sido la apertura de varios restaurantes que sirven sus cocinas tradicionales.

#### Población itinerante
Alice Springs tiene una gran población itinerante. Esta población se compone generalmente de turistas extranjeros y australianos, los aborígenes australianos que visitan provenientes de comunidades del centro de Australia, y los trabajadores australianos e internacionales con contratos a corto plazo (coloquialmente conocidos como "blow-ins"). Las principales fuentes de trabajo que contratan a trabajadores de la ciudad son las estaciones y las minas. Los turistas extranjeros suelen pasar por la ciudad durante sus viajes al parque nacional Uluṟu-Kata Tjuṯa, mientras que los turistas australianos por lo general llegan como parte de algún evento como los Juegos Masters y la carrera del Desierto de Finke. Estos eventos pueden hacer que la población de la ciudad fluctúe en varios miles en cuestión de días.

## Gobierno

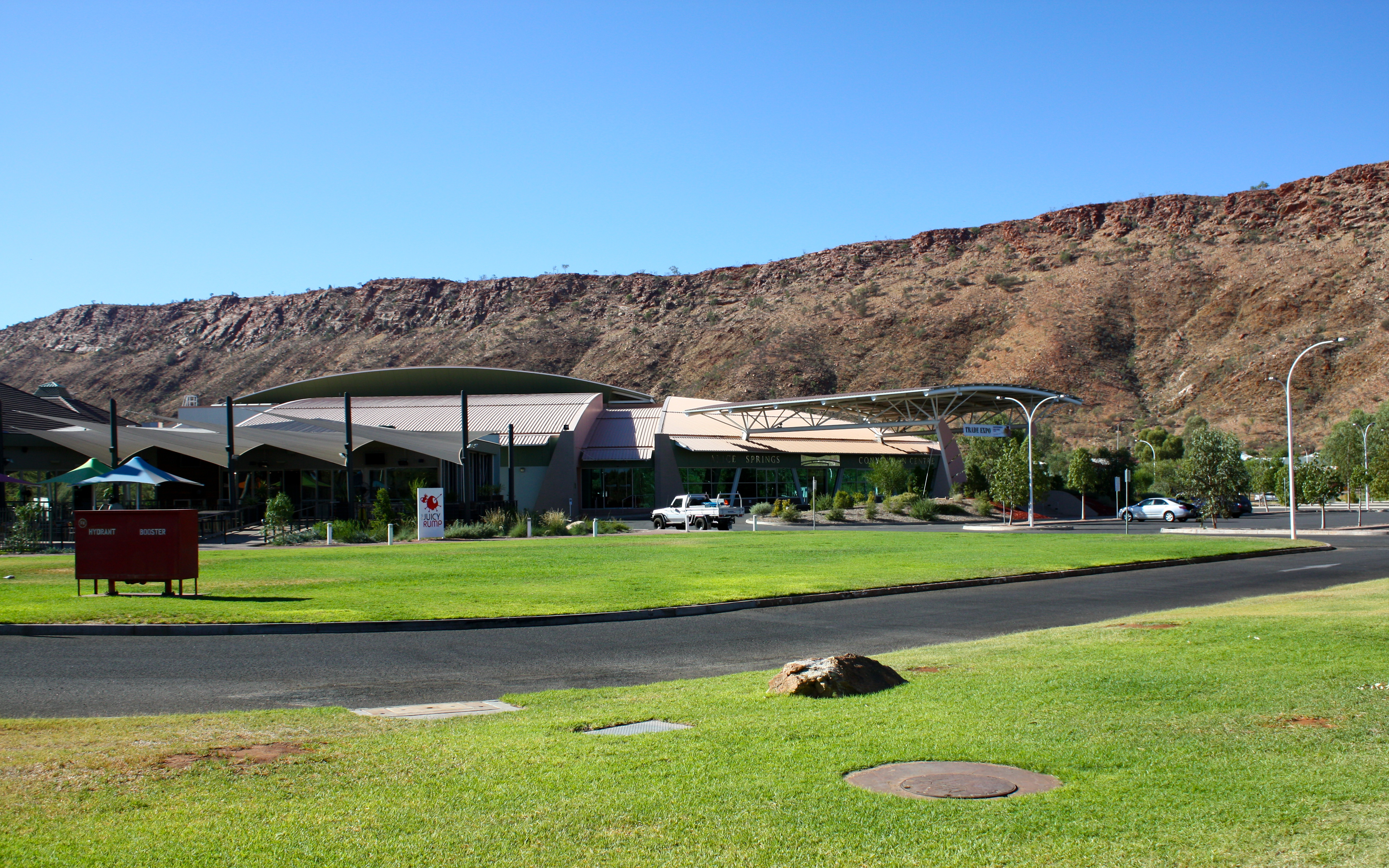
Centro de Convenciones de Alice Springs.

El Ayuntamiento de Alice Springs gobierna la zona, que se ocupa del centro de la ciudad, sus suburbios y algunas zonas rurales. El Ayuntamiento de Alice Springs ha gobernado la ciudad desde 1971. El consejo de Alice Springs se compone de nueve miembros: el alcalde y ocho concejales. La ciudad no está dividida en barrios y el actual alcalde es Damien Ryan. Las reuniones del Consejo se llevan a cabo en el último lunes de cada mes. La Región de Alice Springs se rige por la Comarca MacDonnell, de nueva creación, en el cual Alice Springs es sede del consejo.
Alice Springs y la región que la rodea tienen cinco miembros electos en la Asamblea Legislativa del Territorio del Norte: Araluen, Braitling, Greatorex, Namatjira y Stuart. Históricamente, Alice Springs se ha inclinado hacia posturas políticas conservadoras. De hecho, ha sido un bastión clásico del Country Liberal Party (CLP) desde hace años y solo el noroeste se inclina hacia los Laboristas.
En la Cámara de Representantes de Australia, Alice Springs es parte de la División de Lingiari, que incluye todo el territorio fuera de la zona de Darwin/Palmerston.

## Ocio y cultura

### Educación
Alice Springs es sede de un campus de la universidad Charles Darwin, el principal centro educativo del Territorio del Norte. 

### Características sociales
Alice Springs ha sido referida como la capital lesbiana de Australia Análisis de datos de ocupación de hogares por parejas del mismo sexo y la propiedad de los hogares según cifras del censo de Australia parecen justificar esta afirmación. La gran población es atribuible a la Protesta Pacífica de Mujeres de Pine Gap de 1983, que creó una masa crítica de población y una comunidad lesbiana autosustentable.

### Eventos y festivales

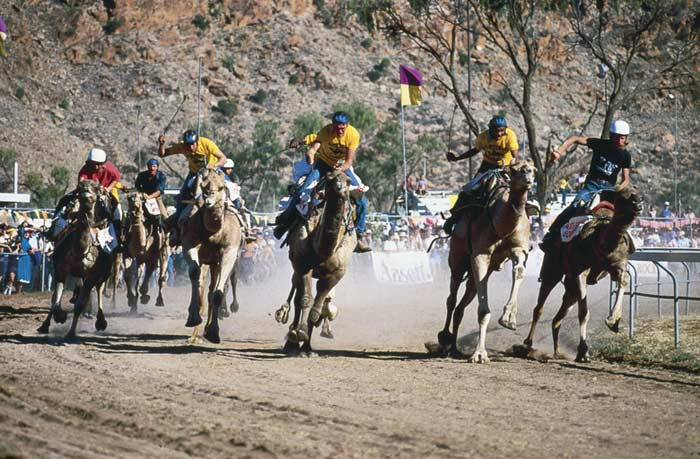
Camel Cup de Alice Springs.

El punto focal de la ciudad, el Todd Mall, alberga una serie de galerías de arte aborigen y eventos comunitarios. El estilo de vida del desierto de Alice Springs ha inspirado a varios eventos únicos, tales como la Camel Cup (carrera de camellos) del Festival del Desierto de Alice, la Henley-on-Todd Regatta, el Festival Beanie y la carrera del Desierto de Finke. La carrera del Desierto de Finke ocurre alrededor de 400 kilómetros al sur de Alice Springs, en el desierto de Simpson.

### Artes y entretenimiento

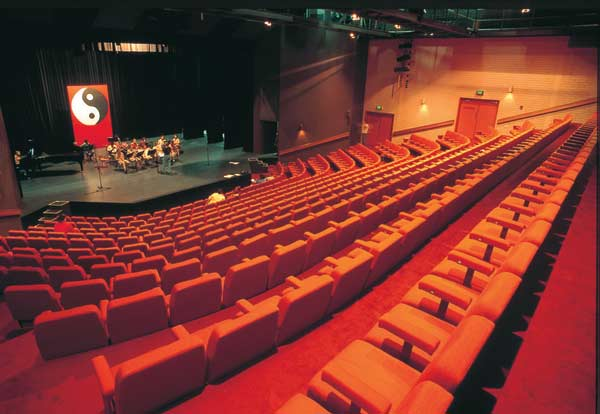
Centro Araluen para las Artes y el Entretenimiento – Recinto Cultural de Alice Springs.

Alice Springs es conocida como la capital del arte aborigen de Australia Central, pues cuenta con muchas galerías de arte locales y aborígenes. El arte indígena de Australia es el predominante y las galerías muestran la riqueza cultural y las tradiciones autóctonas que abundan en el centro de Australia. El comercio de arte aborigen se disparó después de que el movimiento pictórico comenzara en Papunya, un asentamiento aborigen de Australia central, y se extendió desde allí a otras comunidades indígenas. En el centro de Australia viven algunos de los nombres más prominentes del arte aborigen, como Emily Kngwarreye, Minnie Pwerle, Clifford Possum Tjapaltjarri, Albert Namatjira y Wenten Rubuntja. El Museo del Centro de Australia y Centro de Investigación Stehlow presenta parte de la historia natural y materiales de archivo más importantes ligados a la historia y la cultura de la región. El Archivo Stehlow también contiene materiales vinculados al pueblo Arrente de Australia Central. El Centro Araluen para las Artes y el Entretenimiento presenta ballets y orquestas de clase mundial, así como actuaciones locales. El National Pioneer Women's Hall of Fame también se encuentra en la ciudad.
A la población local también le gusta reunirse en el parque Konjo para hacer barbacoas todos los domingos a las 11 de la mañana. Éste es un momento excelente para conocer y saludar a los lugareños, que muy a menudo están jugando al fútbol o al frisbee.
El Desert Mob Art Show, que se celebra anualmente, ve a coleccionistas y amantes del arte de todo el mundo viajar a Alice Springs para ver las obras de los centros de arte aborigen en Australia Central, con obras de artistas de áreas remotas del Territorio del Norte, Australia del Sur y Australia Occidental. Este espectáculo se realiza en conjunto con la Asociación de Artistas Desart y por lo general se lleva a cabo en septiembre de cada año en el Centro de Arte Araluen.

## Medios de comunicación
Alice Springs es servido por tanto los servicios de radio y televisión local y nacional. La ABC, de propiedad del gobierno, proporciona cuatro estaciones emisoras de radio, la radio local 783 ABC Alice Springs y las redes nacionales de ABC Radio National, ABC Classic FM y Triple J.
Estaciones de radio comerciales son 8HA 900 kHz y Sun 96,9 MHz; y la radio comunitaria es proporcionada por las emisoras indígenas 8KIN 100,5 MHz y 8CCC 102.1FM.
En Alice Springs se encuentra la mayor compañía de medios de comunicación indígena de Australia. La Asociación de Medios Aborígenes de Australia Central (CAAMA, por su sigla en inglés) consta de una estación de radio (Radio CAAMA), un sello discográfico musical (CAAMA Music), una productora de televisión y cine (CAAMA Productions) y técnicos de CAAMA. CAAMA sirve para registrar y promover el talento indígena a través de su propia red de radio (una de las mayores huellas de transmisión en el mundo), y a través de las ventas de CD y proyección de películas y documentales sobre CAAMA en emisoras nacionales.
Cuatro servicios de televisión abierta operan en Alice Springs - las estaciones comerciales Imparja Television (indicativo IMP-9), Southern Cross Central (QQQ31) y Ten Central (CDT) (CDT- 5); también se incluye la ABC, de propiedad estatal (ABAD7), y SBS (SBS28). Imparja tiene un acuerdo comercial con Nine Network. Southern Cross Central posee afiliaciones programáticas con Seven Network y Network Ten.
Las transmisiones de televisión digital también tienen lugar en Alice Springs. Los canales proporcionados por la ABC y SBS pueden ser recibidos con un decodificador digital o un televisor digital. Las transmisiones de televisión analógicas fueron descontinuadas el 31 de diciembre de 2013.
Imparja Television es operada desde sus estudios en Alice Springs, y tiene un contrato de afiliación de programas con Nine Network. La parrilla de programación en Imparja es la misma que la de Nine Darwin NTD-8 y Channel 9 Brisbane, con variaciones en el horario de Imparja para el fútbol australiano, la Rugby League, el espectáculo infantil Playtime de Yamba, noticias, el clima regional y otros programas producidos en Alice Springs por la estación. Los infomerciales se muestran en lugar de Home Shopping y otros programas durante la noche y en algunos intervalos de tiempo durante el día. NITV se emite en el segundo canal asignado a Imparja por el Gobierno Federal.
Hay dos periódicos locales distribuidos en Alice Springs: la publicación semanal The Alice Springs News aparece todos los jueves, y el bisemanario The Centralian Advocate se publica los martes y los viernes.

## Transporte

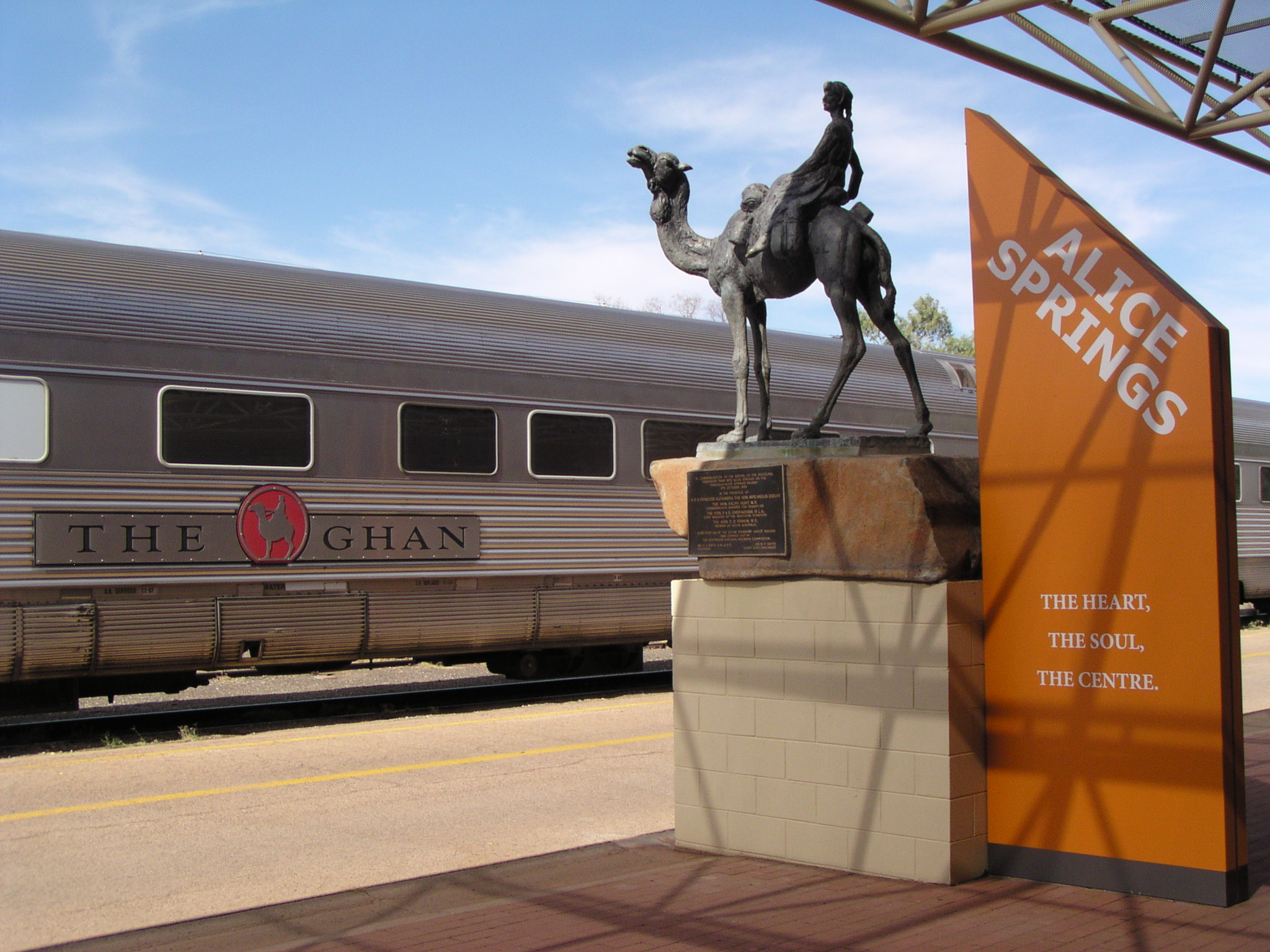
El tren conocido como The Ghan en la estación de Alice Springs.

Ubicada en la línea férrea Adelaida-Darwin, Alice Springs posee varios servicios ferroviarios. La estación de trenes de Alice Springs es visitada por el tren conocido como The Ghan, operado por la Great Southern Railway, en su recorrido entre Adelaida y Darwin. El tren llega dos veces a la semana en cada dirección.
La línea uno fue inaugurada en 1929, como parte de la Central Australian Railway, de trocha angosta. No fue hasta 1980 en que la actual línea de trocha estándar fue abierta, la cual fue extendida hasta Darwin en 2004.
Existen servicios expresos de pasajeros desde y hacia Adelaida y Darwin pasando por Alice Springs. La carretera Stuart, que discurre hacia el norte desde Adelaida hasta Darwin con paso por Alice Springs, es el camino más importante del Territorio del Norte. La distancia desde Alice Springs hasta Adelaida es de 1530 kilómetros, y hacia Darwin es de 1498 kilómetros.
Existen vuelos diarios desde el Aeropuerto de Alice Springs hacia Adelaida, la Roca Ayers (Uluru), Cairns, Darwin, Melbourne, Perth y Sídney. También existen vuelos esporádicos por semana hacia Brisbane. Dos aerolíneas sirven en Alice Springs: Qantas y Tiger Airways Australia. Virgin Blue también realizó vuelos hacia Alice Springs durante un tiempo.

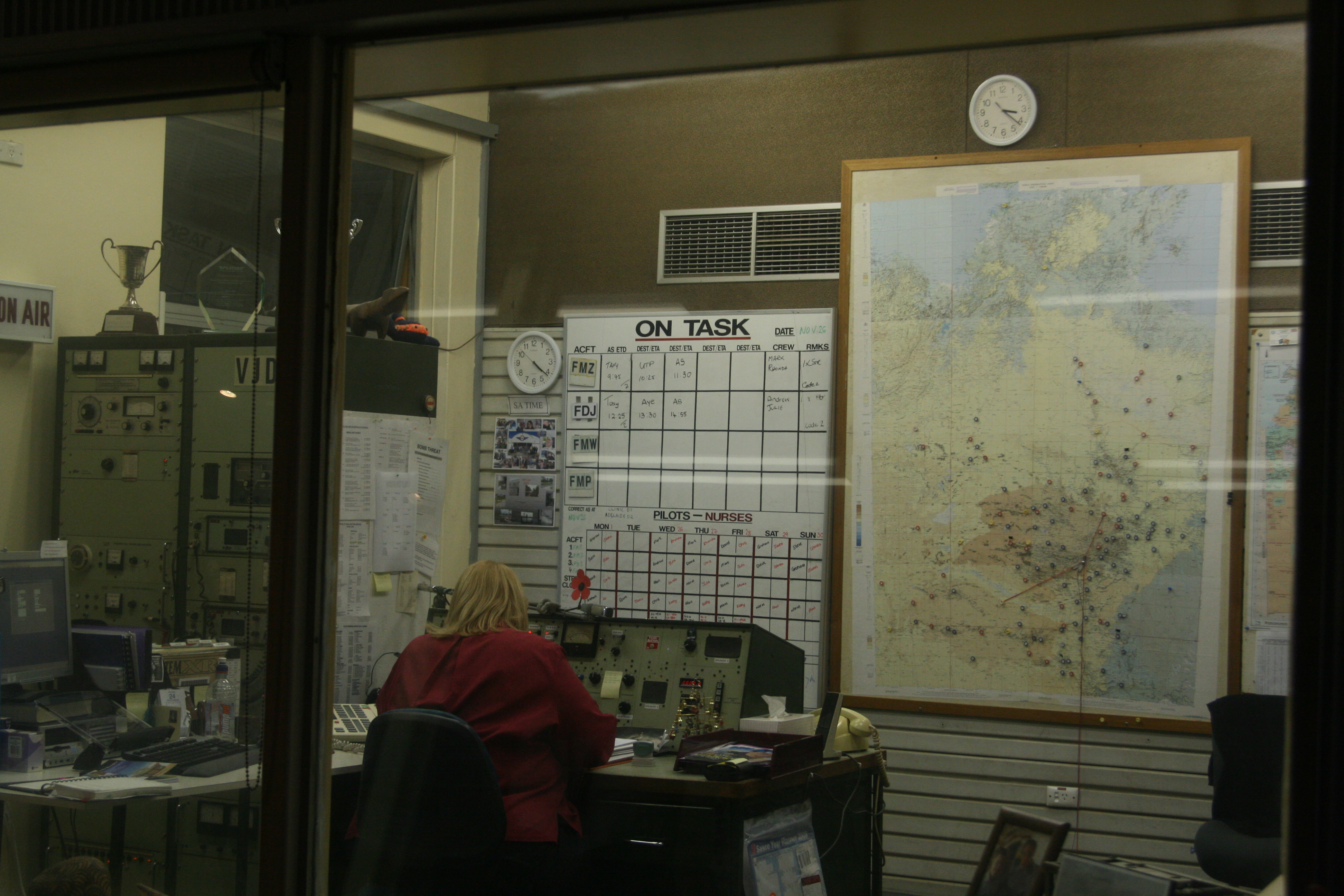
Despacho del Royal Flying Doctor Service of Australia.

Alice Springs es una base para el Royal Flying Doctor Service of Australia.

## Ciudades hermanadas
- Paghman, Afganistán (desde enero de 2005)[18]